# 2016年西班牙大獎賽
2016年西班牙大獎賽（英語：2016 Spanish Grand Prix），官方名稱為2016年一級方程式賽車倍耐力西班牙大獎賽（西班牙語：Formula 1 Gran Premio de España Pirelli 2016），是2016年5月15日舉辦於西班牙的一場一級方程式賽車賽事。比賽在巴塞隆納-加泰隆尼亞賽道進行，總計66圈。這是2016年世界一級方程式錦標賽的第5場分站賽事。同時也是併入世界錦標賽後的第46屆西班牙大獎賽，以及第26度舉辦於加泰隆尼亞。
尼可·羅斯堡以衛冕分站冠軍的身分來到此站，並在車手積分榜上領先隊友路易斯·漢米爾頓43分。他們的車隊梅賽德斯則與法拉利相差81分，在車隊積分榜保持領先。漢米爾頓在排位賽中取得桿位，領先隊友羅斯堡與紅牛的丹尼爾·里卡多。
馬克斯·維斯塔潘在賽前與丹尼爾·科維亞特交換席位，首度轉至紅牛車隊便贏得分站冠軍。維斯塔潘以18歲又228天的年紀，成為一級方程式賽車歷史上最年輕分站冠軍得主、最年輕取得頒獎台完賽車手及最年輕領跑至少一圈的車手，打破原先賽巴斯蒂安·維特爾所保有的紀錄。兩位梅賽德斯車手在首圈撞車後退賽，這是梅賽德斯繼2011年澳洲大獎賽後再度兩位車手雙雙退賽，也是該隊自2012年美國大獎賽後首度未能獲得積分。

## 賽事簡報

### 背景
丹尼爾·科維亞特與馬克斯·維斯塔潘將在此站交換席位。維斯塔潘將加入紅牛車隊，而科維亞特則重回紅牛二隊。紅牛車隊主席克里斯蒂安·霍納解釋說維斯塔潘天賦異稟，這位18歲的荷蘭人與丹尼爾·里卡多具有成為一級方程式最佳車手搭檔的潛力。此外，他強調將維斯塔潘上升至紅牛，能夠為他在可預見的將來進入該隊做準備。另一方面，丹尼爾·科維亞特對這項決定感到驚訝，他在週四的記者會上表示，這次的降級使他「震驚」，更闡明紅牛並未給予他一個「真正的解釋」。路易斯·漢米爾頓在中國與俄羅斯遭遇動力單元故障問題後，獲得了一具經過重新設計的MGU-H單元，力圖解決先前阻礙著他的難題。然而，梅賽德斯卻無法保證這些難題不會再出現。
由於西班牙為西歐的首場分站賽事，且季中測試也將在這場比賽結束後展開，許多車隊在這場大獎賽為他們的車輛進行首次主要升級。梅賽德斯以更尖的前鼻翼跑第一階段練習賽。其他也有像是引擎蓋及後尾翼的變更。麥拉倫對其MP4-31做了巨大的改變，其中最顯著的屬前鼻翼，天空體育台評論家泰德·克拉維茨稱其為「我所見過最複雜的前翼」。印度威力為改善氣流，升級了他們的VJM09。根據該隊表示，他們一直在尋求改善駕駛性能，而非更快的單圈時間。雷諾為喬里昂·帕爾默引進全新的底盤。更值得注目的是，這家法國製造商正著手推出新版的動力單元，以供他們的廠隊與紅牛在這場比賽後的四天測試使用。除了持續面臨財務窘境的薩伯之外，其他所有的車隊皆對各自的車輛做了更改。這支瑞士車隊也曾宣布他們將被迫缺席季中測試，因為根據規則，四天測試中的兩天必須是由年輕車手駕駛，但他們卻無法派出一位開發車手上場。
尼可·羅斯堡在前四站取得最大的100個積分，以車手積分榜領先者之姿來到比賽週末。路易斯·漢米爾頓以57分位居第二，奇米·雷克南則以43分名列第三。丹尼爾·里卡多與賽巴斯蒂安·維特爾填補了前五名的剩餘兩個名次。在車隊積分榜方面，梅賽德斯以157分領先保有81分的法拉利。位居第三的紅牛與第四的威廉斯僅有6分之差。

### 自由練習賽
根據2016年賽季的規則，將舉行三階段自由練習賽，週五有兩場長一個半小時，而剩餘的一場一小時練習賽則位在週六排位賽之前。賽巴斯蒂安·維特爾及奇米·雷克南兩位法拉利車手在第一階段皆用上軟胎，有著不錯的速度。梅賽德斯的羅斯堡與漢米爾頓選擇使用中性胎，成績稍遜於兩位法拉利車手，但與後方的追兵保有一定的差距。兩輛紅牛位居第5及第6名，其中，丹尼爾·里卡多又比他的新隊友馬克斯·維斯塔潘來的快。維爾特利·鮑達斯為威廉斯拿下第7名，領先曾在5號彎打滑的隊友費利佩·馬薩兩個名次。在重返紅牛二隊之後，丹尼爾·科維亞特卻無法與其隊友小卡洛斯·塞恩斯並駕齊驅，以落後他半秒的成績收場。埃斯特萬·奧孔頂替喬里昂·帕爾默，以雷諾車手的身分首度參賽自由練習賽，但卻無法完成任何一個計時圈。他的車輛曾因賽道上的碎片導致爆胎。印度威力的塞吉歐·培瑞茲因其車輛尾部冒煙，而在維修站中花費了此階段的大半時間，最終僅能完成9圈。
梅賽德斯在第二階段同樣改用軟胎，佔據了計時表的頂端，尼可·羅斯堡以0.25秒之差領先奇米·雷克南，位居第3名的路易斯·漢米爾頓則又以0.7秒落後雷克南。雷克南曾受燃油系統故障而被招回維修站，使得他的練習過程一度中斷，但最終仍得以重返賽道。費爾南多·阿隆索為麥拉倫取的第7名，不過，因為他曾跑開至賽道旁的人工草皮上，令其車輛須更換底盤。他的隊友詹森·巴頓同樣也遭遇了問題，他在此階段早期出現電子故障，車輛被迫停在維修道出口。雷諾再度遭遇第一階段的麻煩：喬里昂·帕爾默在奧孔之後重返駕駛艙，卻在起跑大直道上爆胎，因而帶出了紅旗。在此事件中，並未發現任何遭碎片切割的跡象，令雷諾與輪胎供應商倍耐力對爆胎感到百思不解。
尼可·羅斯堡在週六上午的第三段練習賽再度領先全場，他在首個計時圈寫下1:23.078的成績，並且維持到練習賽結束。漢米爾頓以0.126秒之差位居第2，賽巴斯蒂安·維特爾則落後他0.02秒。位居第4的馬克斯·維斯塔潘首度超越取得第5名的隊友里卡多，雷克南則名列第6。當羅斯堡正要開始為排位賽做準備時，其車輛的感應器出現故障，不得不重回維修站。車隊順利修復並使他在練習賽最後幾分鐘重返賽場。塞吉歐·培瑞茲對他的第8名成績感到滿意，表示在接受更新後，車輛效能「徹頭徹尾地」提升了。

### 排位賽

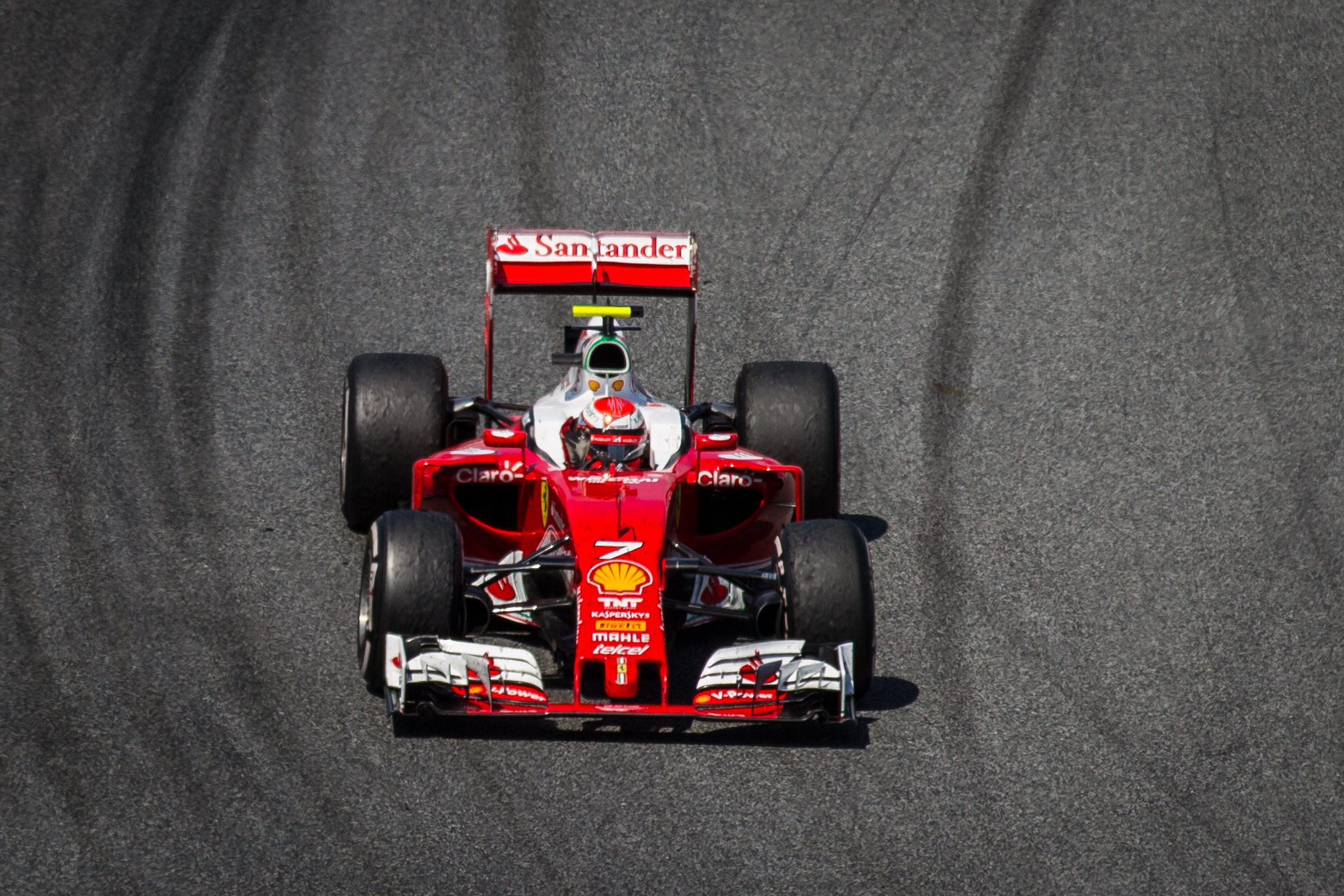
奇米·雷克南與法拉利的排位賽表現不佳，他們將從第三排發車。

排位賽共包含三個部分，各個階段分別長18、15、12分鐘，前兩階段各淘汰五名車手。在第一階段排位賽（Q1）中，尼可·羅斯堡跑出本次比賽週末以來最快的1:23.002的成績，領先隊友漢米爾頓0.2秒。馬諾與薩伯佔據了排位的後方名次。費利佩·馬薩的最佳成績較其隊友鮑達斯慢0.7秒，且他未能再完成任何一個計時圈，意外爆冷門落Q1遭淘汰，且落在了因詹森·巴頓刷新成績而跌落至第17位的喬里昂·帕爾默之後。
在第二階段排位賽（Q2）中，漢米爾頓壓倒全場，與羅斯堡正好相差0.6秒。維斯塔潘成為場上第3快的車手，領先位居第5名的里卡多。奇米·雷克南在4號彎跑開，錯失他的首趟最快圈速，但隨後仍做出足以登上第4名的成績。同時，賽巴斯蒂安·維特爾僅僅完成一趟計時圈，省下了一套輪胎並且暫居第6位。科維亞特在重返紅牛二隊後，於第13位止步並遭淘汰，而其隊友塞恩斯順利挺進第三階段（Q3）。塞吉歐·培瑞茲同樣進入Q3，將隊友尼可·賀根堡踢出晉級名單中，使其將以第11位發車。另外，也遭淘汰的詹森·巴頓將從他身旁的12位發車，羅曼·格羅斯讓、凱文·馬格努森及伊斯班·古鐵雷斯則排在科維亞特之後。
路易斯·漢米爾頓與尼可·羅斯堡在Q3率先上場。漢米爾頓早先的每一路段皆跑出比賽週末的最佳成績，不過，卻在10號彎鎖死煞車，毀掉此趟計時圈並磨平輪胎，且暫時將桿位讓給了羅斯堡。當兩位法拉利車手仍在尋求比賽節奏時，馬克斯·維斯塔潘在Q3展開不久後奪得第2位，但在兩位車手跑出第二趟計時圈後被超越。路易斯·漢米爾頓的第二趟計時圈以0.3秒之差擊敗羅斯堡，並且奪得他職業生涯的第52座桿位。里卡多及維斯塔潘兩位紅牛車手落在第二排，雷克南與維特爾為法拉利取得第5及第6位，而這兩位車手皆落後漢米爾頓1秒以上。剩餘的排位依序為維爾特利·鮑達斯、小卡洛斯·塞恩斯、塞吉歐·培瑞茲及費爾南多·阿隆索。這是麥拉倫在2015年與本田攜手合作後，首度挺進Q3。

### 正賽
比賽展開，尼可·羅斯堡在1號彎從漢米爾頓的外側超車，雷克南因為起步緩慢而丟失位置。賽巴斯蒂安·維特爾超越維斯塔潘，不過，很快地又在4號彎被反超回來。在前方集團中，漢米爾頓出3號彎後與羅斯堡發生碰撞，兩位梅賽德斯車手雙雙退賽。這次的碰撞使得賽會部署安全車，此時的前五名車手為：里卡多、維斯塔潘、塞恩斯、維特爾與雷克南。安全車階段在第4圈結束。維特爾在第8圈超越塞恩斯，雷克南嘗試在兩圈後如法炮製，但卻被迫在2號彎跑出賽道。他在隔圈成功於同一地點超車。塞恩斯與巴頓在第12圈率先進站換胎，領跑者里卡多也在一圈後跟進，使得維斯塔潘成為首位領跑大獎賽的荷蘭車手，而他也在下一圈進站。維特爾於第16圈進站，他出來後位居兩位紅牛車手之後，這幾位車手皆選擇用上中性胎。

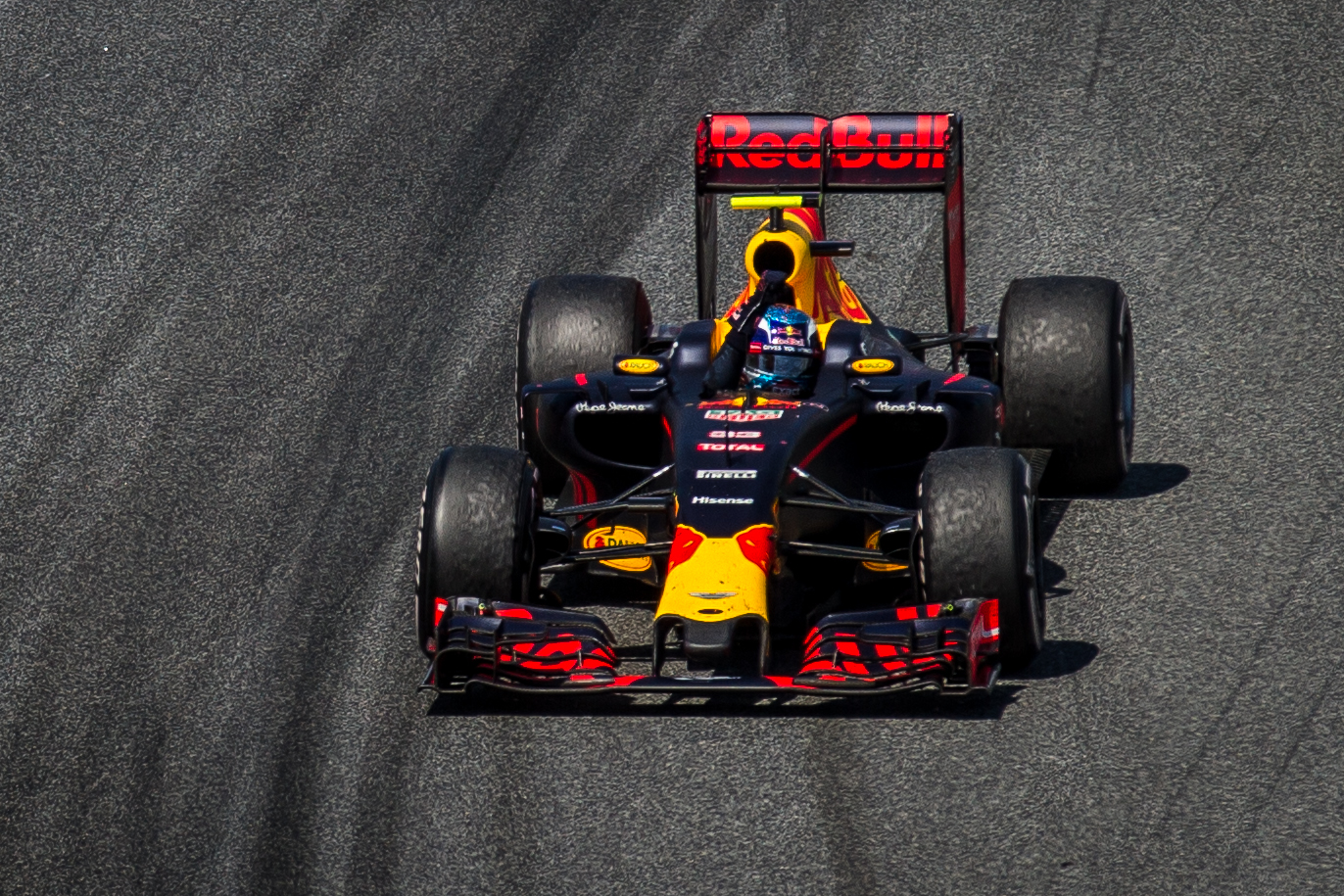
馬克斯·維斯塔潘慶祝贏得分站冠軍

到了第20圈，賽巴斯蒂安·維特爾縮小與前方兩輛紅牛的差距，與維斯塔潘相距3秒。第22圈，尼可·賀根堡的動力單元著火，不得不將車輛停至賽道邊上並以退賽收場。此時，馬薩已從第18位發車一路爬升至第10名，他的隊友鮑達斯在第25圈時領先塞恩斯，位居第5名。第28圈，里卡多再度成為前段集團首位進站的車手，這次選擇換上軟胎。維特爾在兩圈後跟進，在輪胎的配置上做出了同樣的決策。剩下領先的維斯塔潘及雷克南仍未進站，意味著這兩位車手將採用不同的策略，選擇以兩停為目標，而非維特爾與里卡多的三停策略。第34圈，兩位領先車手間的差距來到2.1秒，隨後，維斯塔潘在隔圈進站。雷克南在一圈後跟進，出站時落在維斯塔潘之後。第39圈，維特爾完成他的第三次，同時也是最後一次的進站，里卡多在接下來的四圈依舊留在場上。當他重回賽場時落後維特爾，但有著較新的輪胎。
雷克南追近前方的維斯塔潘，費爾南多·阿隆索的車輛在第47圈停到了3號彎邊上，這場主場賽事在此畫下句點。雷克南嘗試追近至1秒差內，以啟動減少空氣阻力系統（DRS），此時，維特爾與他仍有8秒之差，里卡多暫居第4名。到了第57圈，里卡多夠近足以開啟DRS，但卻未能順利超車。三圈後，里卡多試圖在進入1號彎時超車，但是，他因為太晚煞車而跑開，使得維特爾保住名次。當前方車手已經套圈慢車，科維亞特跑出他職業生涯及紅牛二隊的首個最快圈速，並且超越第10名的古鐵雷斯。比賽最後兩圈，里卡多發生爆胎被迫進站，回到場上後落在鮑達斯之前，依然能夠守住第4名的位置。最後一圈，雷諾車手凱文·馬格努森與喬里昂·帕爾默擦撞，所幸雙方皆能順利完賽。當維斯塔潘衝線後，他成為了一級方程式賽車歷史上最年輕獲得分站冠軍的車手，同時也是首位贏得分站冠軍的荷蘭人。

### 賽後
由歌唱家主持的頒獎台訪問中，維斯塔潘對這場「精彩的比賽」感到高興，認為車隊給予他一輛好車。奇米·雷克南表示雖然他為維斯塔潘感到開心，但也對於沒能贏得比賽而失望。他將無法順利超越維斯塔潘的原因歸咎於缺乏下壓力。維特爾同樣對贏家表達祝賀之意，但也感嘆他所採用的不同策略，未能為他帶來利益。在賽後的記者會上，雷克南強調在他們的排位賽表現不佳後，每個人皆對車隊的兩個頒獎台名次做出貢獻，他們將「愉快地」接受這個結果。排名第4的里卡多對於紅牛將他更換為三停策略，最終讓他錯失站上頒獎台的這個決定感到失望，說道：「我有點身心交瘁。我大部分對於車隊處在勝利方程式感到開心，但卻難以慶祝。」他的車隊隨後對此決策做出解釋，聲明他們將策略著重在其認為是最大威脅的維特爾身上。

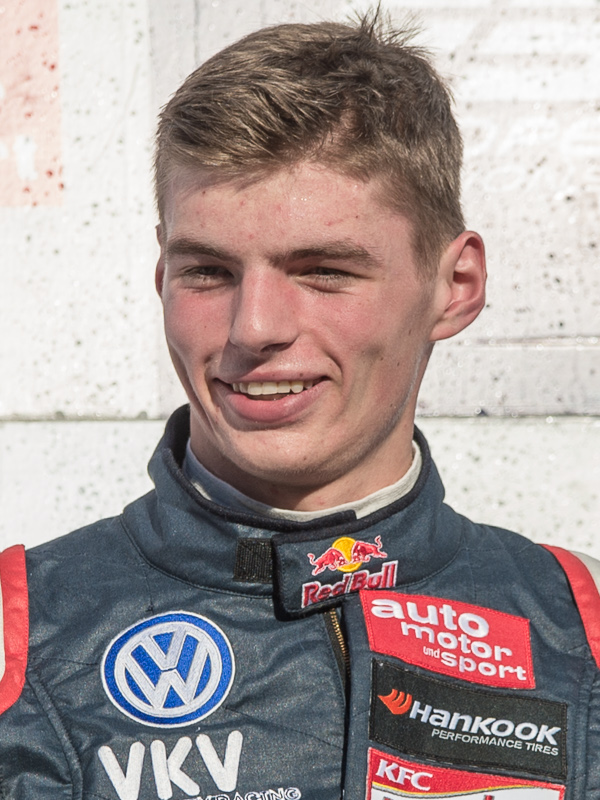
18歲又228天的馬克斯·維斯塔潘成為最年輕贏得一級方程式比賽的車手。

經過這場大獎賽後，馬克斯·維斯塔潘打破了多項紀錄：除了成為最年經獲得分站冠軍的車手之外，他也是最年輕登上一級方程式賽車頒獎台的車手，這兩項紀錄皆以超過2歲之差，打破賽巴斯蒂安·維特爾原先在2008年義大利大獎賽所保有的紀錄。維特爾當時的年紀為21歲又2個月。維斯塔潘也成為最年輕領跑至少一圈大獎賽的車手，同樣打破維特爾在2007年日本大獎賽的紀錄。.維斯塔潘更成為首位贏得大獎賽冠軍的1990年代出生車手。他在賽後獲得相當多的讚賞，天空體育F1台的大衛·克羅夫特稱他「已經展現出成為世界冠軍的姿態」。他曾為大獎賽車手的父親喬斯·維斯塔潘表示，他認為他的兒子是個比自己更好的車手，因為他自己的職業生涯中從未贏得一場大獎賽冠軍。法國體育報紙《隊報》認為維斯塔潘「已經是一位偉大的人物」，且是「一流的車手」。維斯塔潘也成為首位贏得分站冠軍的荷蘭人，荷蘭隨之成為第22個產生分站冠軍的國家。
在發生撞車事件之後，漢米爾頓與羅斯堡於賽後遭到賽會幹事傳喚，不過雙方皆未受到懲處，因為幹事認為他們的碰撞屬於單純的比賽事故，並不特別怪罪於某位車手。有關羅斯堡在起跑選錯引擎模式，導致漢米爾頓做出超車的消息浮出檯面。然而，羅斯堡仍然堅信自己沒有做錯任何事情，說道：「我很清楚地展現出我不會在賽道內側留下任何空間，我很驚訝他走上了這個缺口。」雖然漢米爾頓在事發後向車隊表示歉意，但他拒絕接受任何關於這起事件對他的指責。各界對於這起事件也存在著不同的看法：梅賽德斯的執行董事尼基·勞達將撞車怪罪於漢米爾頓，前一級方程式賽車車手安東尼·戴維森向天空體育F1台表示，羅斯堡的行徑「非常激進」。梅賽德斯的動力運動主管托托·沃爾夫在賽後強調，車隊仍會持續讓他們的車手自由地競爭，這項決定也獲得前世界冠軍亞倫·保魯斯讚揚。這是梅賽德斯繼2011年澳洲大獎賽後，首場兩位車手皆以退賽收場的比賽。
在他的最後一圈與隊友喬里昂·帕爾默發生擦撞後，凱文·馬格努森受到10秒加罰，使他跌落至第15名。他的駕照也被記上兩點。小卡洛斯·塞恩斯因為在允許時間一分鐘前離開維修道，遭到幹事譴責。由於他在不久後便停了下來，未能從中得利，因此躲掉了更加嚴厲的懲處。當丹尼爾·科維亞特回到紅牛二隊後，他取得職業生涯中的首個最快圈速紀錄，也是這支義大利車隊經過190場大獎賽後的首個最快圈速。
尼可·羅斯堡以前四場分站的100個積分穩坐車手積分榜冠軍寶座，漢米爾頓的退賽使他的名次下滑至雷克南之後，雷克南目前落後羅斯堡39分，領先漢米爾頓4分。賽巴斯蒂安·維特爾與丹尼爾·里卡多以48分並列，維斯塔潘的勝利使他上升至第6名。在製造商積分榜方面，梅賽德斯的157分維持領先，法拉利將差距縮小至48分，紅牛以94分位居第3。紅牛二隊超越哈斯，上升至第5名，印度威力以第7名領先麥拉倫。

## 賽事結果

### 排位賽成績
| 名次               | 車號 | 車手              | 車隊              | 第一階段 | 第二階段 | 第三階段 | 發車位 |
| ------------------ | ---- | ----------------- | ----------------- | -------- | -------- | -------- | ------ |
| 1                  | 44   | 路易斯·漢米爾頓   | 梅賽德斯          | 1:23.214 | 1:22.159 | 1:22.000 | 1      |
| 2                  | 6    | 尼可·羅斯堡       | 梅賽德斯          | 1:23.002 | 1:22.759 | 1:22.280 | 2      |
| 3                  | 3    | 丹尼爾·里卡多     | 紅牛-豪雅         | 1:23.749 | 1:23.585 | 1:22.680 | 3      |
| 4                  | 33   | 馬克斯·維斯塔潘   | 紅牛-豪雅         | 1:23.578 | 1:23.178 | 1:23.087 | 4      |
| 5                  | 7    | 奇米·雷克南       | 法拉利            | 1:23.796 | 1:23.504 | 1:23.113 | 5      |
| 6                  | 5    | 賽巴斯蒂安·維泰爾 | 法拉利            | 1:24.124 | 1:23.688 | 1:23.334 | 6      |
| 7                  | 77   | 維爾特利·鮑達斯   | 威廉斯-梅賽德斯   | 1:24.251 | 1:24.023 | 1:23.522 | 7      |
| 8                  | 55   | 小卡洛斯·塞恩斯   | 紅牛二隊-法拉利   | 1:24.496 | 1:24.077 | 1:23.643 | 8      |
| 9                  | 11   | 塞吉歐·培瑞茲     | 印度威力-梅賽德斯 | 1:24.698 | 1:24.003 | 1:23.782 | 9      |
| 10                 | 14   | 費爾南多·阿隆索   | 麥拉倫-本田       | 1:24.578 | 1:24.192 | 1:23.981 | 10     |
| 11                 | 27   | 尼可·賀根堡       | 印度威力-梅賽德斯 | 1:24.463 | 1:24.203 |          | 11     |
| 12                 | 22   | 詹森·巴頓         | 麥拉倫-本田       | 1:24.583 | 1:24.348 |          | 12     |
| 13                 | 26   | 丹尼爾·科維亞特   | 紅牛二隊-法拉利   | 1:24.696 | 1:24.445 |          | 13     |
| 14                 | 8    | 羅曼·格羅斯讓     | 哈斯-法拉利       | 1:24.716 | 1:24.480 |          | 14     |
| 15                 | 20   | 凱文·馬格努森     | 雷諾              | 1:24.669 | 1:24.625 |          | 15     |
| 16                 | 21   | 伊斯班·古鐵雷斯   | 哈斯-法拉利       | 1:24.406 | 1:24.778 |          | 16     |
| 17                 | 30   | 喬里昂·帕爾默     | 雷諾              | 1:24.903 |          |          | 17     |
| 18                 | 19   | 費利佩·馬薩       | 威廉斯-梅賽德斯   | 1:24.941 |          |          | 18     |
| 19                 | 9    | 马库斯·埃里克松   | 薩伯-法拉利       | 1:25.202 |          |          | 19     |
| 20                 | 12   | 費利佩·納斯爾     | 薩伯-法拉利       | 1:25.579 |          |          | 20     |
| 21                 | 94   | 帕斯卡·維爾莱茵   | 馬諾-梅賽德斯     | 1:25.745 |          |          | 21     |
| 22                 | 88   | 里奧·哈里恩多     | 馬諾-梅賽德斯     | 1:25.939 |          |          | 22     |
| 107%時間：1:28.812 |      |                   |                   |          |          |          |        |
| 來源：             |      |                   |                   |          |          |          |        |

### 正賽成績
| 名次   | 車號 | 車手              | 車隊              | 圈數 | 時間/退賽   | 發車位 | 積分 |
| ------ | ---- | ----------------- | ----------------- | ---- | ----------- | ------ | ---- |
| 1      | 33   | 馬克斯·維斯塔潘   | 紅牛-豪雅         | 66   | 1:41:40.017 | 4      | 25   |
| 2      | 7    | 奇米·雷克南       | 法拉利            | 66   | +0.616      | 5      | 18   |
| 3      | 5    | 賽巴斯蒂安·維泰爾 | 法拉利            | 66   | +5.581      | 6      | 15   |
| 4      | 3    | 丹尼爾·里卡多     | 紅牛-豪雅         | 66   | +43.950     | 3      | 12   |
| 5      | 77   | 維爾特利·鮑達斯   | 威廉斯-梅賽德斯   | 66   | +45.271     | 7      | 10   |
| 6      | 55   | 小卡洛斯·塞恩斯   | 紅牛二隊-法拉利   | 66   | +61.395     | 8      | 8    |
| 7      | 11   | 塞吉歐·培瑞茲     | 印度威力-梅賽德斯 | 66   | +79.538     | 9      | 6    |
| 8      | 19   | 費利佩·馬薩       | 威廉斯-梅賽德斯   | 66   | +80.707     | 18     | 4    |
| 9      | 22   | 詹森·巴頓         | 麥拉倫-本田       | 65   | +1圈        | 12     | 2    |
| 10     | 26   | 丹尼爾·科維亞特   | 紅牛二隊-法拉利   | 65   | +1圈        | 13     | 1    |
| 11     | 21   | 伊斯班·古鐵雷斯   | 哈斯-法拉利       | 65   | +1圈        | 16     |      |
| 12     | 9    | 马库斯·埃里克松   | 薩伯-法拉利       | 65   | +1圈        | 19     |      |
| 13     | 30   | 喬里昂·帕爾默     | 雷諾              | 65   | +1圈        | 17     |      |
| 14     | 12   | 費利佩·納斯爾     | 薩伯-法拉利       | 65   | +1圈        | 20     |      |
| 151    | 20   | 凱文·馬格努森     | 雷諾              | 65   | +1圈        | 15     |      |
| 16     | 94   | 帕斯卡·維爾萊茵   | 馬諾-梅賽德斯     | 65   | +1圈        | 21     |      |
| 17     | 88   | 里奧·哈里恩多     | 馬諾-梅賽德斯     | 65   | +1圈        | 22     |      |
| Ret    | 8    | 羅曼·格羅斯讓     | 哈斯-法拉利       | 56   | 引擎        | 14     |      |
| Ret    | 14   | 費爾南多·阿隆索   | 麥拉倫-本田       | 45   | 引擎        | 10     |      |
| Ret    | 27   | 尼可·賀根堡       | 印度威力-梅賽德斯 | 20   | 引擎        | 11     |      |
| Ret    | 6    | 尼可·羅斯堡       | 梅賽德斯          | 0    | 碰撞        | 2      |      |
| Ret    | 44   | 路易斯·漢米爾頓   | 梅賽德斯          | 0    | 碰撞        | 1      |      |
| 來源： |      |                   |                   |      |             |        |      |

註記：
- ^1  – 凱文·馬格努森最初以第14名完賽，但因為與喬里昂·帕爾默發生碰撞，在賽後受到10秒的加罰。[45]

## 賽後排名
|   | 名次 | 車手              | 積分 |
| - | ---- | ----------------- | ---- |
|   | 1    | 尼可·羅斯堡       | 100  |
| 1 | 2    | 奇米·雷克南       | 61   |
| 1 | 3    | 路易斯·漢米爾頓   | 57   |
| 1 | 4    | 賽巴斯蒂安·維泰爾 | 48   |
|   | 5    | 丹尼爾·里卡多     | 48   |

|   | 名次 | 車隊            | 積分 |
| - | ---- | --------------- | ---- |
|   | 1    | 梅賽德斯        | 157  |
|   | 2    | 法拉利          | 109  |
|   | 3    | 紅牛-豪雅       | 94   |
|   | 4    | 威廉斯-梅賽德斯 | 65   |
| 1 | 5    | 紅牛二隊-法拉利 | 26   |

- 註記：僅列出前五名。

## 外部連結
| 上一場： 2016年俄羅斯大獎賽 | 2016年世界一级方程式锦标赛 | 下一場： 2016年摩納哥大獎賽 |
| 上一屆： 2015年西班牙大獎賽 | 西班牙大獎賽               | 下一屆： 2017年西班牙大獎賽 |